# Hans Bräuer
Hans-Jürgen „Hans“ Bräuer (* 1940 in Schönborn; † 1993 ebenda) war ein deutscher Badmintonspieler. In Sportkreisen war er als Hans Bräuer bekannt.

## Karriere
Hans Bräuer gehörte zu den Tröbitzer Badminton-Pionieren, die in den späten 1950ern und frühen 1960ern das Niveau des ostdeutschen Badmintonsports bestimmten. Bräuer wurde 1960 bei den Meisterschaften des Bezirks Cottbus mit dem Team von Aktivist Tröbitz Bezirksmeister durch ein 10:1 gegen den zweiten Staffelsieger TSG Lübbenau. In der folgenden überbezirklichen Qualifikation setzte er sich mit Aktivist Tröbitz gegen die BSG Traktor Hilbersdorf und die SG Gittersee durch. Auch bei der DDR-Endrunde gewann Tröbitz alle Partien, wodurch sich Bräuer und Kollegen mit dem Titel des ersten DDR-Mannschaftsmeisters schmücken konnten. 1961 reichte es für das Team nur zu Silber – was gleichzeitig Bräuers letzter Medaillenerfolg war.
Hans Bräuer verstarb 1993 in seinem Geburtsort Schönborn.

## Sportliche Erfolge
| Veranstaltung                | Saison    | Disziplin  | Platz | Name |
| ---------------------------- | --------- | ---------- | ----- | --- |
| DDR-Mannschaftsmeisterschaft | 1959/1960 | Mannschaft | 1     | Aktivist Tröbitz (Gottfried Seemann, Annemarie Fritzsche, Gerolf Seemann, Joachim Ecknig, Helga Krüger, Hans Bräuer, Klaus Vogel, Ina Peuten) |
| DDR-Mannschaftsmeisterschaft | 1960/1961 | Mannschaft | 2     | Aktivist Tröbitz (Gottfried Seemann, Hans Bräuer, Joachim Ecknig, Klaus Katzor, Gerolf Seemann, Annemarie Fritzsche, Helga Krüger)            |